# Stemma del Rhode Island
Lo stemma del Rhode Island (ufficialmente in inglese Seal of the State of Rhode Island and Providence Plantations, ossia Sigillo dello Stato del Rhode Island e della Colonia di Providence) ha al centro un'ancora, simbolo dello Stato per secoli, ben prima dell'erezione a stato della zona. La parola "Hope" ("Speranza") si trova sopra l'ancora dal 1644. La banda circolare esterna reca la denominazione dell'emblema e l'anno 1636.